# 왕십리역 (경성궤도)
왕십리역(往十里驛)은 서울특별시 성동구 행당동에 있던 경성궤도의 역이었다. 현재의 경원선 왕십리역 서측 광장에 위치하였다.
경성궤도의 선로는 이 역에서부터 현재의 행당과선교(왕십리로)까지 그대로 남진하다가, 해당 지점에서 경원선 선로를 비스듬하게 굴다리로 횡단하였다.

## 연혁
- 1930년 11월 1일: 왕십리-동독도 간 4.0 km 개통과 함께 영업 개시[1]
- 1966년 7월경[2]: 운행 중지